# Aachener Karlsdenar

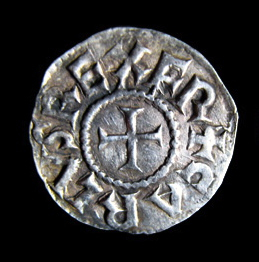
Vorderseite des Aachener Silberdenar

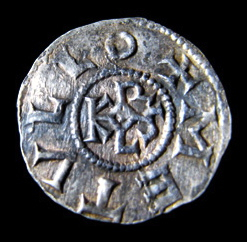
Rückseite des Aachener Silberdenar

Der Aachener Karlsdenar, eine karolingische Silbermünze, wurde am 22. Februar 2008 aus dem Fundamentbereich der Aachener Pfalzkapelle während archäologischer Arbeiten im Nordost-Joch des Sechzehnecks geborgen. Dies war in Aachen der erste Fund einer Münze aus der Zeit Karls des Großen.

## Beschreibung der Münze
Die Vorderseite der Münze zeigt in der Mitte ein Kreuz mit der Umschrift CARLVS REX FR[ANCORVM], was Karl, König der Franken bedeutet; als Trennzeichen steht ein Kreuz zwischen FR und CARLVS. Auf der Rückseite ist in der Mitte das  Karolus-Monogramm mit dem v-förmigen Vollziehungsstrich abgebildet. Bei diesem Münztyp steht dort als Umschrift der jeweilige Prägeort. 
Die Aachener Fundmünze von 2008 trägt die Umschrift METVLLO. Der silberne Denar wurde in der Zeit nach 794 in der Stadt Melle (heutiges Frankreich, Region Nouvelle-Aquitaine), geprägt.
In der Münzreform von 793/794 wurde festgelegt, dass aus einem Pfund Silber 20 Schillinge oder 240 Pfennige (Denare) geprägt werden müssen. Die Einführung der neuen Münzen mit weitgehend vereinheitlichtem Münzbild (novi denarii) im fränkischen Reich wurde auf der Frankfurter Synode von 794 beschlossen.

## Archäologische Bedeutung
Vermutlich ist die Münze während der Bauzeit der Pfalzkapelle – bevor der Fußboden fertiggestellt war – in den Boden gekommen.
Damit besitzt die Münze zusammen mit dendrologischen Befunden, schriftlichen Überlieferungen Einhards und Sigebert von Gembloux eine große Bedeutung für die Eingrenzung der Datierung des Baubeginns des Baus der karolingischen Pfalzkapelle, der nach neuesten Erkenntnissen nun für „um 795“ vorgeschlagen wurde.